# Gerda Stern
 Gerda Stern (* 14. April 1903; † 1992 in Berlin) war Redakteurin und KPD-Funktionärin.

## Leben

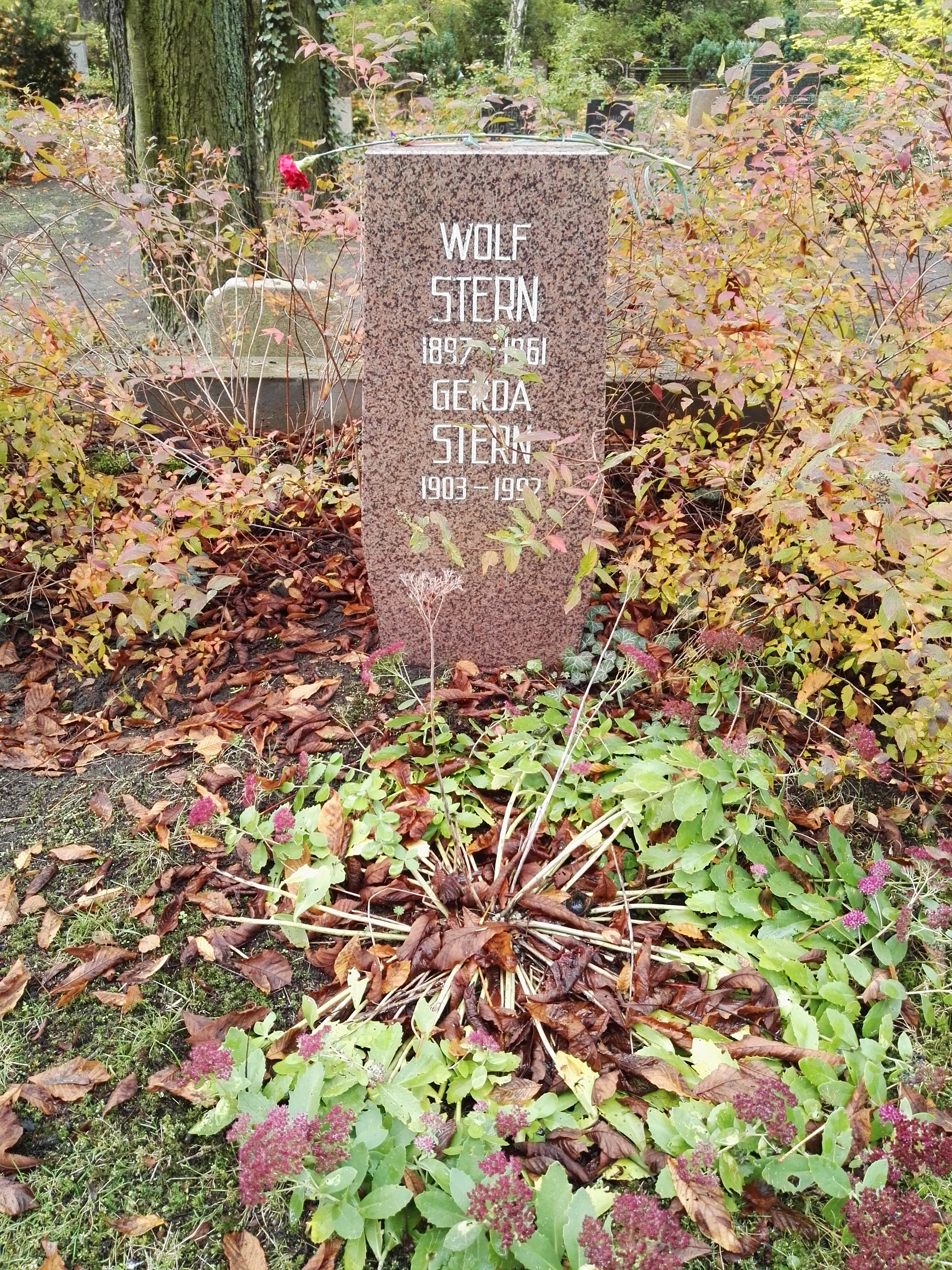
Grabstätte

Gerda Stern geb. Frankfurter, Tochter eines jüdischen Rechtsanwaltes in Berlin, arbeitete nach ihrer Ausbildung und bis zu ihrer Eheschließung 1927 mit Moritz Garbaty, Rechtsanwalt und Sohn des Berliner Zigarettenfabrikanten Garbaty, als Kunstgewerberin in Berlin. 1933 emigrierte sie als KPD-Mitglied in die Sowjetunion und war Sprachlehrerin an der Akademie der Wissenschaften in Moskau. Nach einem kurzen Aufenthalt 1941 in den USA und ihrer Heirat mit Wolf Stern (1897–1961) kehrte sie nach Moskau zurück und war u. a. bis 1950 Redakteurin und Übersetzerin. Sie geriet 1950 in Moskau in die stalinistischen Säuberungsaktionen und wurde zu 10 Jahren Verbannung verurteilt. 1956 entlassen, siedelte sie in die DDR über und lebte bis 1958 in Halle. 1959 bis 1967 leitete sie als Abteilungsleiterin die West-Abteilung im Bundesvorstand des DFD in Berlin. 1973 erhielt sie die Clara-Zetkin-Medaille, 1983 den Karl-Marx-Orden und 1988 den Stern der Völkerfreundschaft in Silber. Ihre Urne und die ihres Mannes Wolf  wurden in der Grabanlage Pergolenweg des Berliner Zentralfriedhofs Friedrichsfelde beigesetzt.